# Welsh
Welsh je plemeno prasete domácího pocházejícího z Walesu. Ještě na začátku 80. let 20. století to bylo třetí nejčastěji chované plemeno ve Velké Británii, hned za bílým ušlechtilým prasetem a britskou landrasou. Zvyšující se požadavky na intenzifikaci chovu prasat a využívání hybridních programů při produkci jatečných prasat ale plemeno vytlačilo na okraj zájmu a v současnosti jej organizace na ochranu ohrožených plemen Rare Breeds Survival Trust řadí mezi plemena v riziku. Je to prase většího tělesného rámce, dobře osvalené s dlouhým trupem a velkýma dopředu klopenýma ušima. Připomíná landrase. Kůže a štětiny jsou bílé.

## Historie
Bílá prasata se ve Walesu chovala odnepaměti. Dostala se tam s Kelty a původně typem odpovídala prasatům, která Keltové chovali i jinde v Evropě. Byla bílá, nanejvýš s ojedinělými pigmentovanými skvrnami, velká, nohatá, s velkýma klopenýma ušima. Původní welsh bylo primitivní, pozdní plemeno. Na začátku 20. století začalo jeho zušlechťování na bekonový užitkový typ: Cílem bylo získat dlouhé masné prase s méně osvalenou plecí, ale výrazně zmasilým hřbetem, zádí, bedry a kýtami, s nepříliš tučným masem. Prasata tohoto typu poskytují surovinu k výrobě bekonu, což je nasolený masný výrobek, ve Velké Británii zvlášť populární jako součást snídaní. 
Už počátkem 20. století bylo plemeno mezi výrobci bakonu velmi oblíbené. V roce 1922 byla založená chovatelská organizace Welsh Pig Society a v roce 1925 bylo poprvé předvedeno na výstavě Královské zemědělské společnosti a Smithfieldského klubu. Plemeno bylo ceněné pro svou plodnost, konstituční tvrdost, klidný temperament a schopnost pastvy, stejně tak jako pro jemnou kostru a množství libového masa.
Počet chovaných prasat postupně narůstal a chovala se jak k produkci bekonu, tak jako prasata výseková k výrobě vepřového masa. Další období zušlechťování plemene nastalo po druhé světové válce. V roce 1952 byla chovatelská organizace sloučena se svazem chovatelů National Pig Breeders Association a od roku 1953 probíhalo meliorační křížení s plemenem švédská lanrase. Vylepšené, ušlechtilé velšské prase se stalo, společně s britskou lanrase a bílým ušlechtilým prasetem, preferovaným plemenem podle zprávy komise britského parlamentu o rozvoji chovu prasat ve Velké Británii.  Ta vyšla v roce 1955 a znamenala faktický úpadek chovu všech ostatních plemen prasat ve Spojeném království. 
V té době se welsh zdaleka nechovalo jen ve Walesu, ale bylo široce rozšířené také na východu Anglie, v Midlands and v hrabství Yorkshire. Ještě na začátku 80. let 20. století to bylo třetí nejvíce chované plemeno prasat ve Velké Británii, běžně chované v komerčních chovech. V současnosti ale nestačilo v užitkovosti modernímu způsobu chovu prasat, který využívá křížení syntetických linií otcovských a mateřských plemen k tvorbě užitkových kříženců.

## Popis
Welsh je větší prase s nápadně dlouhým tělem. Hlava je užší, s dlouhým rypákem a mírně prohnutým profilem, uši jsou velké, těžké, dopředu klopené a jejich špičky se často dotýkají. Končetiny jsou pevné a vyšší. Je to plemeno respiratorního typu, s nápadným osvalením především hřbetu, beder a kýty, osvalení plecí je slabší. Vrstva hřbetního sádla je nízká. Kůže a štětiny jsou bílé. Hmotnost kanců se pohybuje kolem 250 kg, prasnice jsou menší, váží 150–200 kg.
Prasnice plemene welsh jsou plodné, v roce 2009 činil průměrný počet selat ve vrhu 11,24. Je to plemeno přizpůsobivé, vhodné do intenzivních chovů ve všech klimatických podmínkách, je možné jej chovat jak ve stájích, tak venku.